# 花谷和子
花谷 和子（はなたに かずこ、1922年3月22日 - 2019年6月11日）は、大阪府出身の俳人。旧姓・驪城（こまき）。

## 生涯
豊中市生まれ。1939年、大阪府立清水谷高等女学校（現・大阪府立清水谷高等学校）卒。1954年、「青玄」に入会、日野草城に師事。草城没後は伊丹三樹彦に師事した。1973年、「藍」を創刊、代表同人。1975年より同主宰。1986年、大阪府芸術功労賞、1994年、第43回現代俳句協会賞受賞。2011年、「藍」主宰を退き名誉主宰。
代表句に「宙という美しきもの雪舞えり」などがあり、やさしさや慈しみを湛えた句風である。句集に『ももさくら』『光は空へ』『五月の窓』がある。子の花谷清も俳人で現「藍」主宰。
2019年6月11日、老衰のため死去。97歳。